# Транспорт Папуа Нової Гвінеї
Транспорт Папуа Нової Гвінеї представлений автомобільним , повітряним , водним (морським і річковим)  і трубопровідним , у населених пунктах  та у міжміському сполученні діє громадський транспорт пасажирських перевезень, здебільшого повітряний. Площа країни дорівнює 462 840 км² (55-те місце у світі). Форма території країни — складна, витягнута в субширотному напрямку; максимальна дистанція на острові Нова Гвінея з півночі на південь — 1175 км, зі сходу на захід — 1675 км; максимальні відстані в країні з найменшими островами з півночі на південь — 1400 км, зі сходу на захід — 2100 км. Географічне положення Папуа Нової Гвінеї дозволяє країні контролювати контролювати транспортні шляхи в східній частині акваторії Тихого океану між Південно-Східною Азією та Північною Америкою, між Японією та Австралією.

## Автомобільний
Загальна довжина автошляхів у Папуа Новій Гвінеї, станом на 2011 рік, дорівнює 9 349 км, з яких 3 000 км із твердим покриттям і 6 349 км без нього (138-ме місце у світі).

## Повітряний
У країні, станом на 2013 рік, діє 561 аеропорт (12-те місце у світі), з них 21 із твердим покриттям злітно-посадкових смуг і 540 із ґрунтовим. Аеропорти країни за довжиною злітно-посадкових смуг розподіляються наступним чином (у дужках окремо кількість без твердого покриття):
- довші за 10 тис. футів (>3047 м) — 1 (0);
- від 10 тис. до 8 тис. футів (3047-2438 м) — 2 (0);
- від 8 тис. до 5 тис. футів (2437—1524 м) — 12 (11);
- від 5 тис. до 3 тис. футів (1523—914 м) — 5 (53);
- коротші за 3 тис. футів (<914 м) — 1 (476)[1].

У країні, станом на 2015 рік, зареєстровано 6 авіапідприємств, які оперують 47 повітряними суднами. За 2015 рік загальний пасажирообіг на внутрішніх і міжнародних рейсах становив 2,06 млн осіб. За 2015 рік повітряним транспортом було перевезено 34,8 млн тонно-кілометрів вантажів (без врахування багажу пасажирів).
У країні, станом на 2013 рік, споруджено і діє 2 гелікоптерні майданчики.
Папуа Нова Гвінея є членом Міжнародної організації цивільної авіації (ICAO). Згідно зі статтею 20 Чиказької конвенції про міжнародну цивільну авіацію 1944 року, Міжнародна організація цивільної авіації для повітряних суден країни, станом на 2016 рік, закріпила реєстраційний префікс — P2, заснований на радіопозивних, виділених Міжнародним союзом електрозв'язку (ITU). Аеропорти Папуа Нової Гвінеї мають літерний код ІКАО, що починається з — AY.

## Водний

### Морський
Головні морські порти країни: Кімбе, Лае, Маданг, Рабаул, Вевак. СПГ-термінали для експорту скрапленого природного газу діють у портах: Порт-Морсбі.
Морський торговий флот країни, станом на 2010 рік, складався з 31 морського судна з тоннажем більшим за 1 тис. реєстрових тонн (GRT) кожне (83-тє місце у світі), з яких: балкерів — 7, суховантажів — 22, нафтових танкерів — 2.
Станом на 2010 рік, кількість морських торгових суден, що ходять під прапором країни, але є власністю інших держав — 8 (Німеччини — 1, Малайзії — 1, Об'єднаних Арабських Еміратів — 6).

### Річковий
Загальна довжина судноплавних ділянок річок і водних шляхів, доступних для суден з дедвейтом понад 500 тонн, 2011 року становила 11 000 км(11-те місце у світі).

## Трубопровідний
Загальна довжина нафтогонів у Папуа Новій Гвінеї, станом на 2013 рік, становила 264 км.

## Державне управління
Держава здійснює управління транспортною інфраструктурою країни через міністерство транспорту. Станом на 8 вересня 2014 року міністерство в уряді Пітера Чарлза Пейра О'Ніл очолював Ано Пала.

### Українською
- Атлас. 10-11 клас. Економічна і соціальна географія світу / упорядники :  О. Я. Скуратович, Н. І. Чанцева. — К. : ДНВП «Картографія», 2010. — ISBN 978-966-475-639-3.
- Атлас світу / голов. ред. І. С. Руденко ; зав. ред. В. В. Радченко ; відп. ред. О. В. Вакуленко. — К. : ДНВП «Картографія», 2005. — 336 с. — ISBN 9666315467.
- Безуглий В. В. Економічна і соціальна географія зарубіжних країн : Навчальний посібник. — К. : ВЦ «Академія», 2007. — 704 с. — ISBN 978-966-580-239-6.
- Безуглий В. В., Козинець С. В. Регіональна економічна і соціальна географія світу : Навчальний посібник. — видання 2-ге, доп., перероб. — К. : ВЦ «Академія», 2007. — 688 с. — ISBN 966-580-144-9.
- Головченко В., Кравчук О. Країнознавство: Азія, Африка, Латинська Америка, Австралія і Океанія. — К., 2006. — 335 с. — ISBN 966-8939-04-2.
- Дахно І. І. Країни світу: Енциклопедичний довідник / І. І. Дахно, С. М. Тимофієв. — К. : Мапа, 2011. — 606 с. — (Бібліотека нового українця) — ISBN 978-966-8804-23-6.
- Дахно І. І. Економічна географія зарубіжних країн : навчальний посібник. — К. : Центр учбової літератури, 2014. — 319 с. — ISBN 978-611-01-0682-5.
- Дорошенко В. І. Географія транспорту : Навчальний посібник / В. І. Дорошенко, К. Д. Діденко. — К. : Київський нац. ун-т ім. Т. Шевченка, 2010. — 183 с. — ISBN 978-966-439-329-1.
- Дубович І. А. Країнознавчий словник-довідник. — 5-те вид., перероб. і доп. — К. : Знання, 2008. — 839 с. — ISBN 978-966-346-330-8.
- Книш М. М., Мамчур О. І. Регіональна економічна і соціальна географія світу (Латинська Америка та Карибські країни, Африка, Азія, Океанія) : навч. посіб. — Л. : ЛНУ ім. Івана Франка, 2013. — 368 с. — ISBN 978-617-10-0007-0.
- Економічна і соціальна географія країн світу : Навчальний посібник / За ред. С. П. Кузика. — Л. : Світ, 2002. — 672 с. — ISBN 966-603-178-7.
- Зарубіжна транспортна географія : навчальний посібник / уклад. : Петрашевський О. Л. и др. — К. : Національний транспортний університет, 2015. — 95 с. — ISBN 978-966-632-227-5.
- Юрківський В. М. Регіональна економічна і соціальна географія. Зарубіжні країни : Підручник. — К. : Либідь, 2001. — 416 с. — ISBN 966-06-0092-5.

### Англійською
- (англ.) Modern Transport Geography / Hoyle, B. and R. Knowles (eds). — Second Edition,. — London : Wiley, 1998.
- (англ.) Rodrigue, J-P. The Geography of Transport Systems. — Fourth Edition. — N. Y. : Routledge, 2017. — 440 с. — ISBN 978-1138669574.
- (англ.) Taaffe E. J., Gauthier H. L. and O'Kelly M. E. Geography of transportation. — Second Edition. — N. Y. : Prentice Hall, 1996. — ISBN 0-13-368572-1.
- (англ.) Black, W. Transportation: A Geographical Analysis. — N. Y. : Guilford, 2003.

### Російською
- (рос.) Максаковский В. П. Географическая картина мира. Книга I: Общая характеристика мира. — М. : Дрофа, 2008. — 495 с. — ISBN 978-5-358-05275-8.
- (рос.) Максаковский В. П. Географическая картина мира. Книга II: Региональная характеристика мира. — М. : Дрофа, 2009. — 480 с. — ISBN 978-5-358-06280-1.
- (рос.) Физико-географический атлас мира. — М. : Академия наук СССР и главное управление геодезии и картографии ГГК СССР, 1964. — 298 с.
- (рос.) Шаповал Н. С. Транспортная география и транспортные системы мира : учебное пособие. — К. : Центр учбової літератури, 2006. — 188 с. — ISBN 000-0000-00-4.
- (рос.) Экономическая, социальная и политическая география мира. Регионы и страны / под ред. С. Б. Лаврова, Н. В. Каледина. — М. : Гардарики, 2002. — 928 с. — ISBN 5-8297-0039-5.
- (рос.) Энциклопедия стран мира / глав. ред. Н. А. Симония. — М. : НПО «Экономика» РАН, отделение общественных наук, 2004. — 1319 с. — ISBN 5-282-02318-0.